# Diplectrus apollinairei
Diplectrus apollinairei là một loài bọ cánh cứng trong họ Oedemeridae. Loài này được Pic mô tả khoa học năm 1924.